# Gerhard Janssen (Maler, 1863)
Wilhelm Peter Gerhard Janssen (* 25. September 1863 in Kalkar; † 4. Juli 1931 in Düsseldorf) war ein deutscher Genremaler der Düsseldorfer Schule.

## Leben

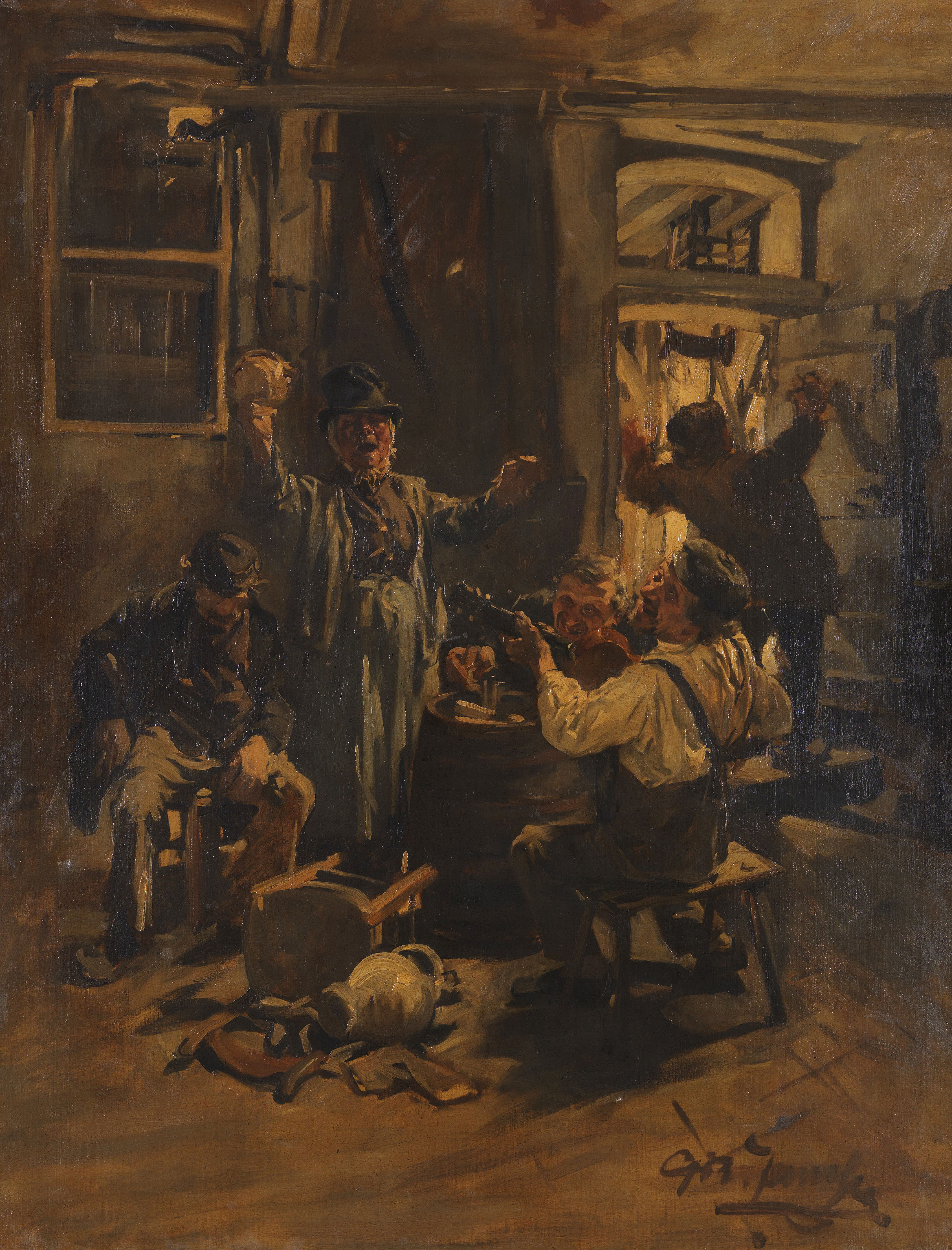
Wirtshausszene, um 1890

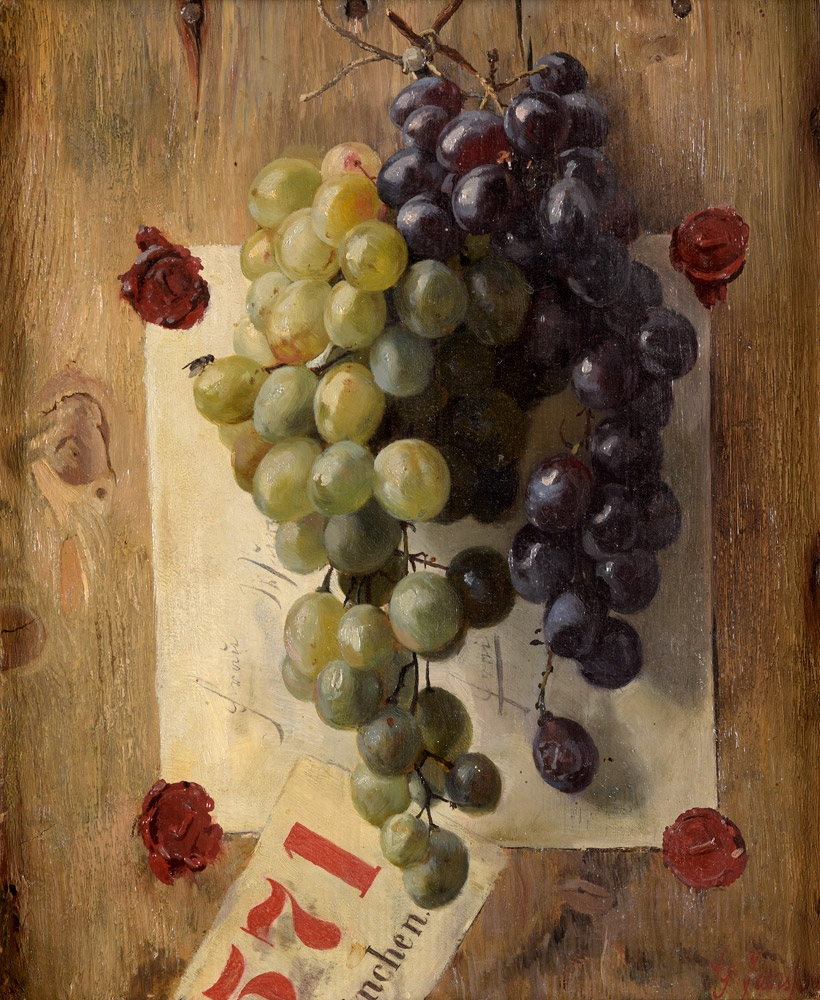
Trompe l’œil mit Trauben

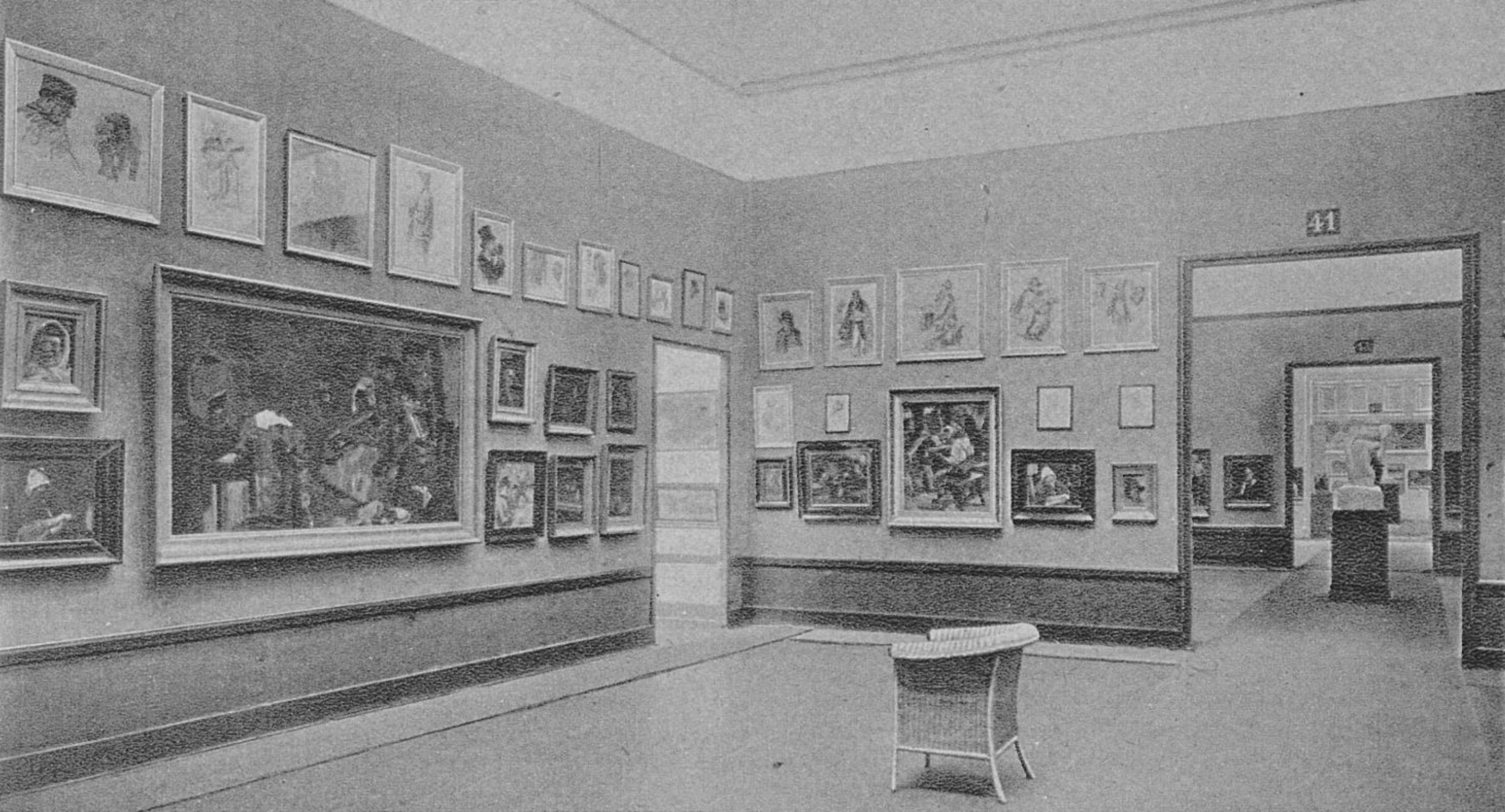
Gerhard Janssen-Gruppe in der Großen Berliner Kunstausstellung, Düsseldorf 1917

Janssen wurde als Sohn des Seilers Theodor Janssen und der Johanna Nienhuys in Kalkar am Niederrhein geboren. Von 1878 bis 1893 besuchte er die Kunstakademie Düsseldorf. Dort waren Franz Ittenbach, Hugo Crola, Heinrich Lauenstein, Julius Roeting, Eduard von Gebhardt, Adolf Schill und vor allem Peter Janssen der Ältere seine Lehrer. Weil er sich anfangs dort nicht an die herrschenden Konventionen angepasst hatte, wurde er als „erfolglos“ beurteilt, so dass man ihm um 1880 riet, das Studium aufzugeben.
Studienreisen unternahm er nach England, Frankreich, Belgien und in die Niederlande, wo er sich an der Genremalerei des 17. Jahrhunderts schulte, vornehmlich der von Frans Hals und Adriaen Brouwer, was ihm den Ruf „Frans Hals vom Niederrhein“ eintrug. 1909 wurde er Professor der Kunstakademie Düsseldorf, 1911 deren außerordentliches Mitglied. 1920 berief ihn die Kunstakademie Berlin als ordentliches Mitglied. Von 1896 bis 1931 gehörte er dem Düsseldorfer Künstlerverein Malkasten an. Seit 1899 war er auch Mitglied des „St. Lukasclubs“, einer Künstlervereinigung mit den Protagonisten Heinrich Hermanns, Olof Jernberg, Helmuth Liesegang, August Deusser, Otto Heichert, Arthur Kampf und Gustav Wendling, deren Ziel die Wiederbelebung der Druckgrafik war. Auch wurde er Mitglied im „Kunstverband Düsseldorf“, einer Secessionsbewegung, die dem später von August Deusser gegründeten Sonderbund nahestand. Auf der Weltausstellung Paris errang er eine Bronzemedaille.
Um 1915 wohnte Janssen in der Rosenstraße 3 im Haus des Malers Wilhelm Döringer.
Anfangs von der Kritik heftig abgelehnt, gewann er im Lauf der Zeit immer größere Anerkennung. Er gilt als Entdecker des niederrheinischen Volkstums für die Genremalerei und schilderte das Leben des Kleinbürgertums in drastischer Weise. Zu seinen Werken gehören Gemälde vom Leben einfacher Leute, insbesondere Kirmes- und Kneipenszenen. Zahlreiche Motive fand er in der Düsseldorfer Altstadt. Seine Malerei kennzeichnet eine Sicherheit in Zeichnung und Tonwirkung sowie eine differenzierte Farbwahl mit breitem, kraftvollem und grob strukturiertem Strich, voller Lebendigkeit, in zuweilen krassem Naturalismus. Besonders interessierten ihn die Physiognomien lebensfroher, origineller Menschen. Einige Werke sind heute Teil der Kunstsammlung des Städtischen Museums Kalkar.
Bedingt durch ein Augenleiden ließ seine künstlerische Schaffenskraft in den letzten Lebensjahren stark nach. 1930 ernannte ihn Kalkar zum Ehrenbürger; an den Feierlichkeiten konnte er aber aus gesundheitlichen Gründen schon nicht mehr teilnehmen.

## Werke
- Dorffest am Niederrhein[9]
- Selbstporträt[10]
- Die alte Bockhalle Düsseldorf (um 1890)[11]